# Robert Blum (Politiker, 1989)

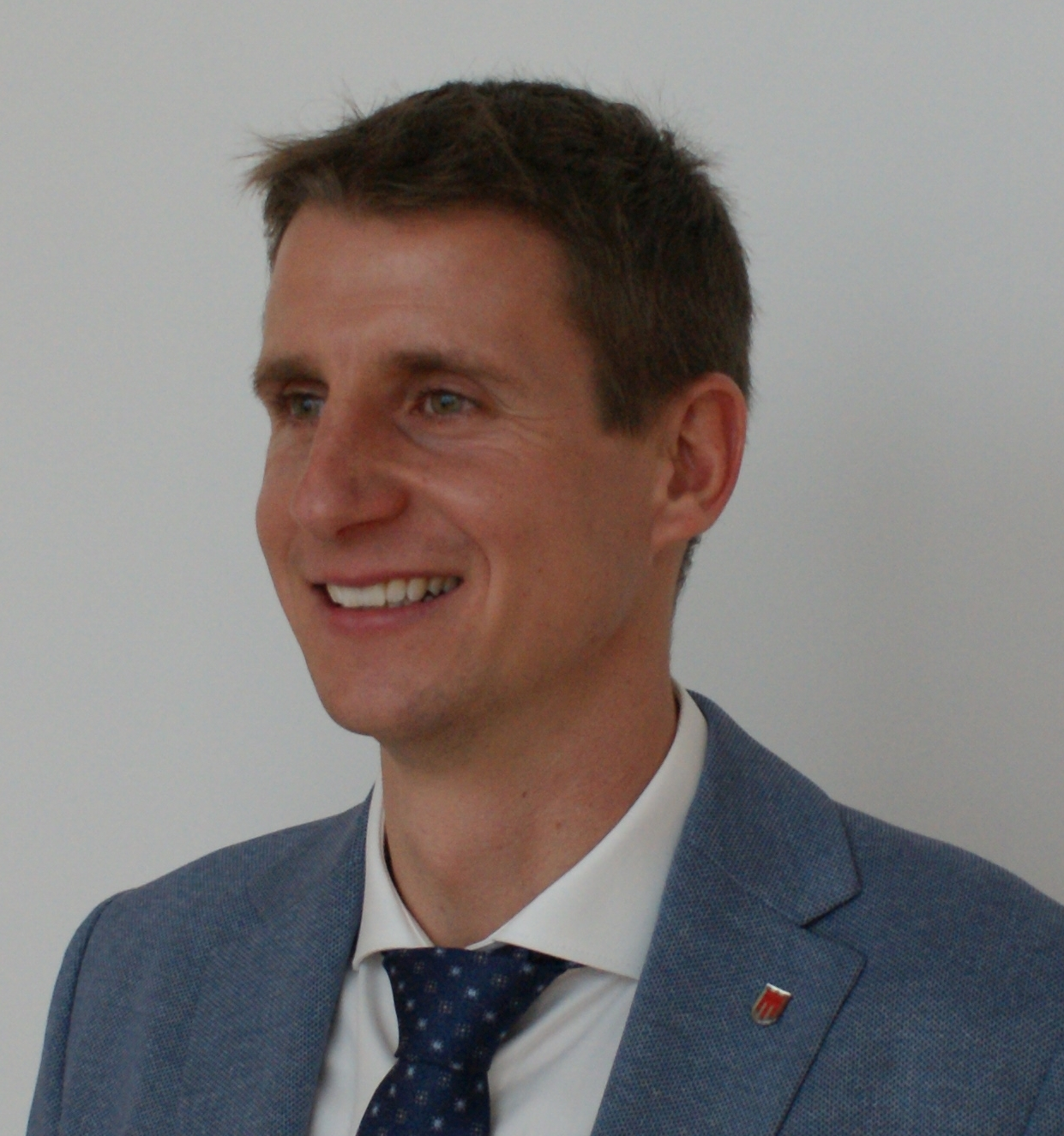
Robert Blum (2024)

Robert Blum (* 1. Oktober 1989 in Lustenau) ist ein österreichischer Politiker der Freiheitlichen Partei Österreichs (FPÖ). Seit dem 6. November 2024 ist er Abgeordneter zum Vorarlberger Landtag.

## Leben

### Ausbildung und Beruf
Robert Blum besuchte die Bundeshandelsakademie und Bundeshandelsschule Bregenz, wo er 2010 maturierte. Anschließend stieg er ins elterliche Unternehmen ein, machte berufsbegleitend eine Ausbildung zum Landwirtschaftlichen Facharbeiter und ist seit 2013 als Landwirt tätig. Er übernahm 2021 den elterlichen Betrieb und ist unternehmerisch als Händler für Landwirtschaftsprodukte tätig.

### Politik
Blum ist seit 2020 Mitglied des Gemeinderats von Höchst, seit 2025 ist er auch Vizebürgermeister. Seit 2021 ist er für die Freiheitlichen und Unabhängigen Bauern Vorarlbergs als Kammerrat in der Landwirtschaftskammer Vorarlberg tätig.
Bei der Landtagswahl 2024 kandidierte er für die FPÖ an vierter Stelle im Landtagswahlkreis Bregenz, welcher den Bezirk Bregenz umfasst, und wurde, nachdem Spitzenkandidat Christof Bitschi in die Landesregierung einzog, direkt in den Vorarlberger Landtag gewählt. Am 6. November 2024 wurde er in der konstituierenden Sitzung der XXXII. Gesetzgebungsperiode als Abgeordneter zum  Vorarlberger Landtag angelobt.

### Privates
Blum ist verheiratet und Vater zweier Kinder.